# Titulcia queusta
Titulcia queusta är en fjärilsart som beskrevs av Swinhoe 1893. Titulcia queusta ingår i släktet Titulcia och familjen trågspinnare. Inga underarter finns listade i Catalogue of Life.